# Andy Griffith
Andrew Samuel "Andy" Griffith (Mount Airy, Carolina del Nord, 1 de juny de 192 − Roanoke Island, Carolina del Nord, 3 de juliol de 2012) va ser un actor, guionista i productor estatunidenc.

## Biografia
Andy Griffith va ser una verdadera icona de la televisió americana; va tenir una llarga carrera de més de cinquanta anys, repartint-se entre el teatre, la cançó, el cinema i la televisió. L'actor és conegut per haver encarnat Matlock en la sèrie del mateix nom. Havia començat la seva carrera fent el paper principal d'Un home en la multitud  de Elia Kazan. Va rodar després sota la direcció de Mervyn LeRoy (Dos estrafolaris al regiment ) o, a Waitress  d'Adrienne Shelly.
Però l'actor va marcar sobretot la pantalla petita amb sèries com The Andy Griffith Show on interpreta Andy Taylor, un simpàtic i filosòfic xèrif d'una petita ciutat dels Estats Units. El show és un verdader èxit, classificat entre les telecomèdies més populars, durant fins a 8 temporades.
El 1968, quan la seva sèrie s'atura, Griffith apareix en alguns llargmetratges, entre els quals de vaquer de Hollywood amb Jeff Bridges. Ben més tard coneix una recuperació de popularitat amb Matlock; Aquesta producció, iniciada per NBC el 1986 abans de ser represa per ABC, va durar nou temporades, amb 194 episodis. Andy Griffith hi encarnava Benjamin Matlock, cèlebre advocat de la defensa que porta els temes gràcies a la seva filla, Charlene (primera temporada), l'advocada Michelle Thomas, i el detectiu privat Tyler Hudson.
Ha treballat com a actor convidat a nombrosos shows (Hawaï Police d'estat, Super Jaimie, El Creuer es diverteix o Dawson), Andy Griffith és a l'altra banda de l'Atlàntic el xèrif preferit d'Amèrica, que actuava en els anys 1960 a The Andy Griffith Show. Va ser igualment a la pantalla el pare d'un cert Ron Howard, futur Richie Cunningham de Happy Days i futur realitzador d'èxit.
Com a anècdota, Andy Griffith desitjava ser cantant d'Opéra, en els anys 40 estudia música. És amb la seva futura dona i actriu Barbara Edwards quan comença a fer comèdia en escena. Un dels seus esquetxos, "What it was was futbol", va ser un dels més populars a la seva estrena el 1953.
El 1981, és candidat per a un premi Emmy gràcies al telefilm Murder in Texas.

## Filmografia

### Actor
- 1957: A Face in the Crowd: Larry 'Lonesome' Rhodes
- 1958: No Time for Sergeants: Soldat ras Will Stockdale
- 1958: Onionhead: Alvin Woods
- 1960: The Andy Griffith Show (sèrie TV): Xèrif Andy Taylor
- 1961: The Second Time Around: Pat Collins
- 1969: Angel in My Pocket: Reverend Samuel D. Whitehead
- 1970: The Headmaster (sèrie TV): Andy Thompson
- 1971: The New Andy Griffith Show (sèrie TV): Andy Sawyer
- 1972: Strangers in 7A (TV): Artie Sawyer
- 1973: Go Ask Alice (TV): Capellà
- 1974: Pray for the Wildcats (TV): Sam Farragut
- 1974: Winter Kill (TV): Xèrif Sam McNeill
- 1974: Savages (TV): Horton Maddock
- 1975: Adams of Eagle Lake (TV): Xèrif Sam Adams
- 1975: Hearts of the West: Howard Pike
- 1976: Street Killing (TV): Gus Brenner
- 1976: Six Characters in Search of an Author (TV): el pare
- 1976: Frosty's Winter Wonderland (TV): Narrador (veu)
- 1977: Washington: Behind Closed Doors (fulletó TV): Esker Scott Anderson
- 1977: The Girl in the Empty Grave (TV): Cap de polícia Abel Marsh
- 1977: Deadly Game (TV): Cap de polícia Abel Marsh
- 1978: Colorado (Centennial) (fulletó TV): Professor Lewis Venor
- 1979: Salvage (TV): Harry Broderick
- 1979: Salvage 1 (sèrie TV): Harry Broderick
- 1979: From Here to Eternity (fulletó TV): Gen. Barney Slater
- 1979: Roots: The Next Generations (fulletó TV): Commander Robert Munroe
- 1980: The Yeagers (sèrie TV)
- 1981: Les Feux de la passion (Murder in Texas) (TV): Ash Robinson
- 1982: For Lovers Only (TV): Vernon Bliss
- 1983: Murder in Coweta County (TV): John Wallace
- 1983: The Demon Murder Case (TV): Guy Harris
- 1984: Fatal Vision (TV): Victor Worheide
- 1985: Rustlers' Rhapsody: Coronel Ticonderoga
- 1985: Crime of Innocence (TV): Jutge Julius Sullivan
- 1986: Return to Mayberry (TV): Andy Taylor
- 1986: Under the Influence (TV): Noah Talbot
- 1986: Matlock (sèrie TV): Benjamin L. Matlock (1986-1995) / Charlie Matlock
- 1994: The Gift of Love (TV): Phil Doucet
- 1995: Gramps (TV): Jack MacGruder
- 1996: Spy Hard: General Rancor
- 1997: What It Was Was Football: narrador
- 1998: Scattering Dad (TV): Hiram
- 1999: A Holiday Romance (TV): Jake Peterson
- 2001: Daddy and Them: O.T. Montgomery

### Productor
- 1968: Mayberry R.F.D. (sèrie TV)
- 1986: Matlock (sèrie TV)
- 1991: Matlock: The Picture (TV)
- 1992: Matlock: The Fortune (TV)
- 1993: Matlock: The Kidnapping (TV)
- 1993: Matlock: The Fatal Seduction (TV)
- 1994: Matlock: The Idol (TV)
- 2003: The Andy Griffith Show Reunion: Back to Mayberry (TV)

### Guionista
- 1966: The Ghost and Mr. Chicken

## Premis i nominacions

### Nominacions
- 1981. Primetime Emmy al millor actor secundari en sèrie límitada o especial per Murder in Texas